# Heaviside-Delfin
Der Heaviside-Delfin (Cephalorhynchus heavisidii) ist eine kleine Delfinart, die ausschließlich an der Küste von Namibia und der Westküste von Südafrika anzutreffen ist. Er gehört zu der Gattung der Schwarz-Weißen Delfine (Cephalorhynchus).

## Merkmale

Heaviside-Delfin: Größenvergleich zum Menschen

Der Heaviside-Delfin ist ein relativ kleiner Delfin, der eine Länge von maximal etwa 1,70 Meter Länge bei einem Gewicht von maximal 75 Kilogramm erreicht. Als Neugeborenes Tier beträgt die Länge wahrscheinlich um 0,8 bis 0,85 Meter. Wie bei anderen Arten der Gattung ist der Körper kompakt und der dunkelgraue Kopf ist abgestumpft. Dies führt gelegentlich zu Verwechslungen mit dem Großen Tümmler. Die Flipper sind schmal und paddelförmig mit abgerundeter Spitze, die Finne groß und dreieckig mit breiter Basis. Der Körper ist weitgehend dunkelgrau, die Flanken sowie der vordere Bereich des Körpers sind hellgrau gefärbt und die hintere Körperhälfte sowie alle Flossen sind wieder dunkelgrau. An den Seiten der Brust und unterhalb der Flipper befinden sich weiße Flecken und die Bauchseite hinter den Flippern bis zum Schwanz ist ebenfalls weiß gefärbt, weitere weiße Bereiche befinden sich auf den Flanken und unterhalb der Rückenfinne.
Die Tiere besitzen in jeder Kieferhälfte jeweils 22 bis 28 gleichartige konische Zähne.

## Verbreitung

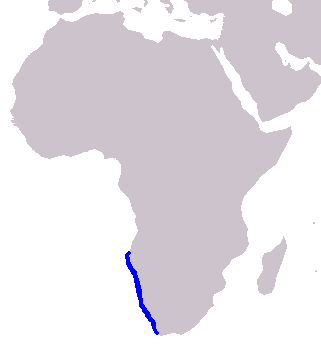
Verbreitung

Das Verbreitungsgebiet der Art reicht von der südlichen Küste Angolas unterhalb 17° südlicher Breite bis an die Südspitze Südafrikas, wobei die Tiere auch in den Bereichen um Kapstadt und an der Walvis Bay häufig gesichtet werden. Das Gebiet umfasst maximal etwa 1600 Kilometer Küstengebiete. Eine systematische Untersuchung zur Verbreitung und zu den Bestandszahlen des Heaviside-Delfins existiert nicht. Sie sind sehr häufig an der Skelettküste von Namibia zu beobachten und Sichtungen reichen auch über die Nordgrenze Namibias hinaus.
Die Tiere leben vor allem in den flachen Meeresgebieten mit Tiefen von weniger als 100 Metern und einer Entfernung von maximal 8 bis 10 Kilometer vom Kontinentalschelf. Die Wassertemperaturen dieser Gebiete liegen bei 9 bis 15° Celsius. In Südafrika ist die Art zudem wahrscheinlich mit dem kühlen Wasser des Benguelastroms assoziiert.

## Lebensweise
Die Delfine sind sehr aktive und gesellige Tiere, die sich im Normalfall in Gruppen von fünf bis zehn Tieren sammeln. Sie sind schnelle Schwimmer und springen gelegentlich senkrecht aus dem Wasser, um nach einem Salto wieder sauber einzutauchen. In der Regel leben die Tiere in Paaren oder in Kleingruppen mit weniger als 10 Individuen, Gruppen von mehr als 30 Individuen wurden jedoch ebenfalls dokumentiert. Auch Vergesellschaftungen mit dem Schwarzdelfin (Lagenorhynchus obscurus) wurden beobachtet. Über Wanderungen und die räumliche Nutzung der Art liegen nur wenige Informationen vor, es wird jedoch angenommen, dass Wanderungen auf vergleichsweise kleine Gebiete beschränkt sind, die Aktivitätsbereiche werden auf etwa 300 bis 1000 km2 geschätzt, Weibchen teilweise auch bis 2000 km2. Die Tiere wandern während des Tages zur Küste und am Nachmittag und Abend in die weiter außerhalb liegenden Meeresbereiche, wobei diese Wanderungen wahrscheinlich durch das Auftreten der Seehechte als Nahrung und zur Vermeidung von Begegnungen mit Hochseehaien während des Tages gekoppelt sind.
Der Heaviside-Delfin ernährt sich vor allem von Fischen und Tintenfischen, die im oberflächennahen Pelagial leben. Zu den dokumentierten Beutetieren gehören der Kap-Seehecht (Merluccius capensis), der Kingklip (Genypterus capensis), Sufflogobius bibarbatus, Loligo reynaudi sowie verschiedene Oktopus-Arten. Häufig kommen die Delfine in Gebieten mit hoher Seehecht-Dichte vor.
Die Geschlechtsreife erreichen die Tiere mit sieben bis neun Jahren. Die Paarungszeit liegt im Frühjahr und Sommer und die Tragzeit dauert etwa zehn Monate an. Es wird angenommen, dass ein Weibchen nur alle drei Jahre ein Kalb gebären kann. Das bekannte Maximalalter liegt mit 20 Jahren relativ niedrig. Das niedrige Höchstalter sowie die langen Pausen zwischen den einzelnen Geburten führen zu einem recht langsamen Populationswachstum und damit zu einer starken Sensibilität gegenüber einer Bejagung.

## Systematik
Der Heaviside-Delfin wird als eigenständige Art innerhalb der Gattung der Schwarz-Weiß-Delfine (Cephalorhynchos) eingeordnet, die aus vier Arten besteht. Die wissenschaftliche Erstbeschreibung stammt von John Edward Gray aus dem Jahr 1828, der ihn als Delphinus heavysidii vom Kap der Guten Hoffnung aus der Provinz Westkap der Republik Südafrika beschrieb. Bray beschrieb 1846 auch die Gattung Cephalorhynchos.
Innerhalb der Art werden keine Unterarten unterschieden.

## Namensgebung

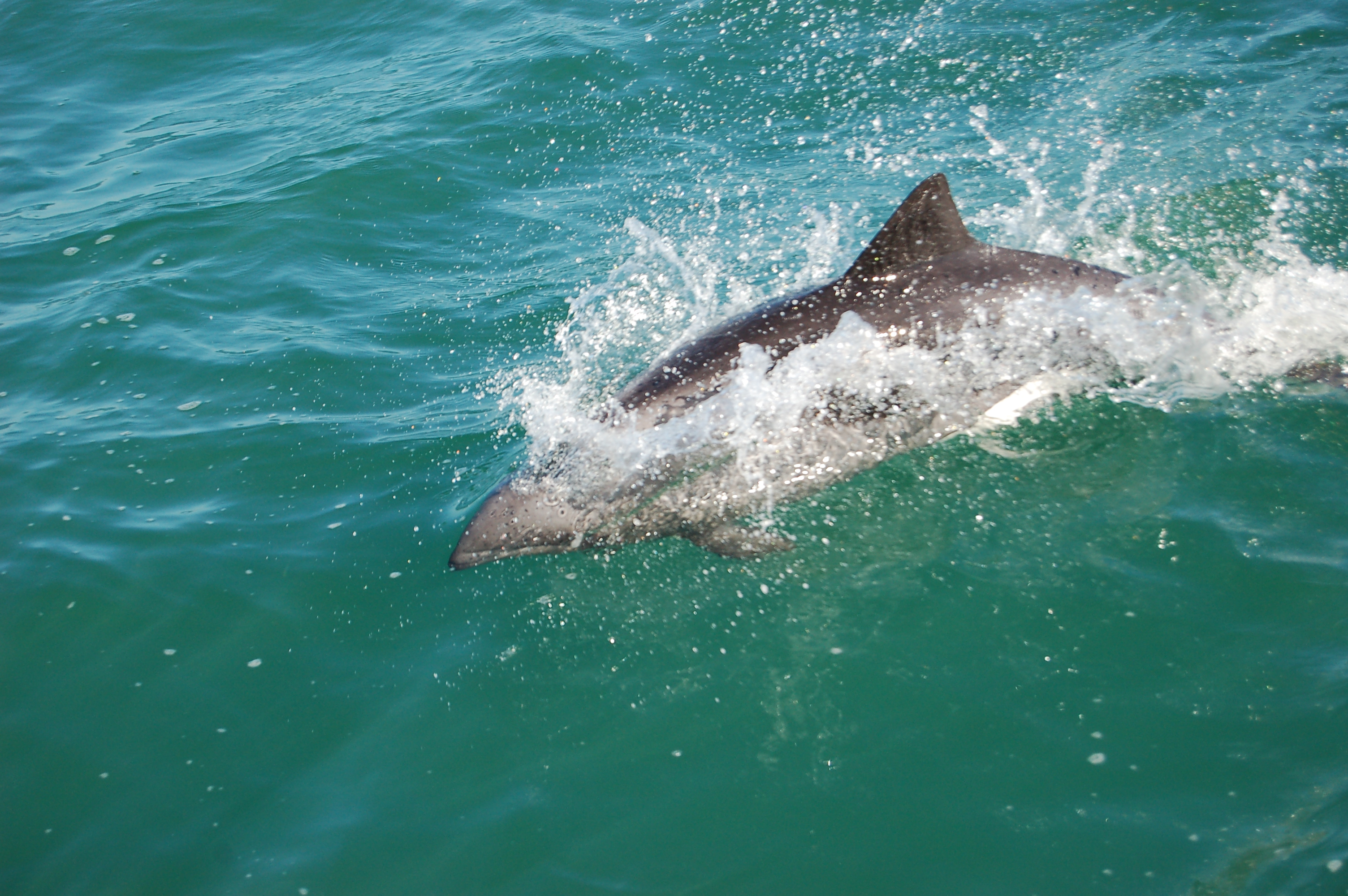
Heaviside-Delfin vor Lüderitz

Der Heaviside-Delfin ist benannt nach einem Schiffskapitän namens Haviside, der als Erster ein Exemplar dieser Delfine von Namibia nach Großbritannien brachte. Bei der Benennung wurde sein Name allerdings verwechselt mit dem eines anderen Kapitäns und Walforschers namens Heaviside. Auf diese Weise hat sich dieser Name in der Benennung des Wales bewährt, einige Forscher und Fachbücher nutzen allerdings den ursprünglich gewollten Namen und benennen das Tier als Haviside’s Dolphin.
In Namibia wird das Tier auch mit dem Trivialnamen Benguela Dolphin bezeichnet (benannt nach dem Benguelastrom).

## Status und Schutz
Der Heaviside-Delfin wird von der International Union for Conservation of Nature and Natural Resources (IUCN) aufgrund fehlender Daten zur Populationsgröße als „data deficient“ (Least Concern, LC) eingeordnet. Konkrete Daten über die Bestände und Bestandsentwicklungen liegen nicht vor und die Tiere sind die am häufigsten gesichteten Delfine vor der Küste von Namibia und in der Region vor Kapstadt belaufen sich Schätzungen auf 3.500 bis 11.300 Individuen dieser Art. Zugleich haben sie einen begrenzten Lebensraum im Bereich der Küstengebiete Namibias und Südafrikas und sie sind durch die lokale Küstenfischerei bedroht. Aufgrund des begrenzten Gebietes und des Fischereidrucks wird befürchtet, dass die genetische Variabilität innerhalb der Populationen begrenzt ist.
Die Tiere sind nach dem Washingtoner Artenschutzübereinkommen geschützt und auf Anhang II gelistet, die direkte Bejagung der Tiere ist entsprechend verboten. Da sie allerdings in küstennahen Fischereigebieten vorkommen, unterliegen sie einem relativ hohen Fischereidruck durch die Küstenfischerei und auch die Jagd mit Harpunen oder Gewehren kommt vor. Die Küstengebiete der Region sind allerdings vergleichsweise gering besiedelt.

## Belege
1. 1 2 3 4 5 6 7 8 9 10 11 12 13 14 15  J.Y. Wang, K.N. Riehl, S.Z. Dungan: Heavyside' Dolphin, Cephanlorhynchus heavisidii In: Don E. Wilson, Russell A. Mittermeier: Handbook of the Mammals of the World. 4. Sea Mammals. Lynx Edicions, Barcelona 2014; S. 525. ISBN 978-84-96553-93-4.
2. 1 2 3 4  Cephalorhynchus heavisidii in der Roten Liste gefährdeter Arten der IUCN 2017.1. Eingestellt von: R.R. Reeves, E.A. Crespo, S. Dans, T.A. Jefferson, L. Karczmarski, K. Laidre, G. O’Corry-Crowe, S. Pedraza, L. Rojas-Bracho, E.R. Secchi, E. Slooten, B.D. Smith, J.Y. Wang, K. Zhou, 2008. Abgerufen am 21. August 2017.
3. 1 2  Simon Elwen, Michael A. Meÿer, Peter B. Best, P.G.H. Kotze, Meredith Thornton, Stephan Swanson: Range and Movements of Female Heaviside's Dolphins (Cephalorhynchus heavisidii), as Determined by Satellite-Linked Telemetry. Journal of Mammalogy 87 (5), Oktober 2006; S. 866–877. doi:10.1644/05-MAMM-A-307R2.1
4. ↑  B. Jansen van Vuuren, P.B. Best, J.-P. Roux, T.J. Robinson: Phylogeographic population structure in the Heaviside's dolphin (Cephalorhynchus heavisidii): conservation implications. Animal Conservation 5, 2002; S. 303–307. doi:10.1017/S1367943002004055